# Aska Yang

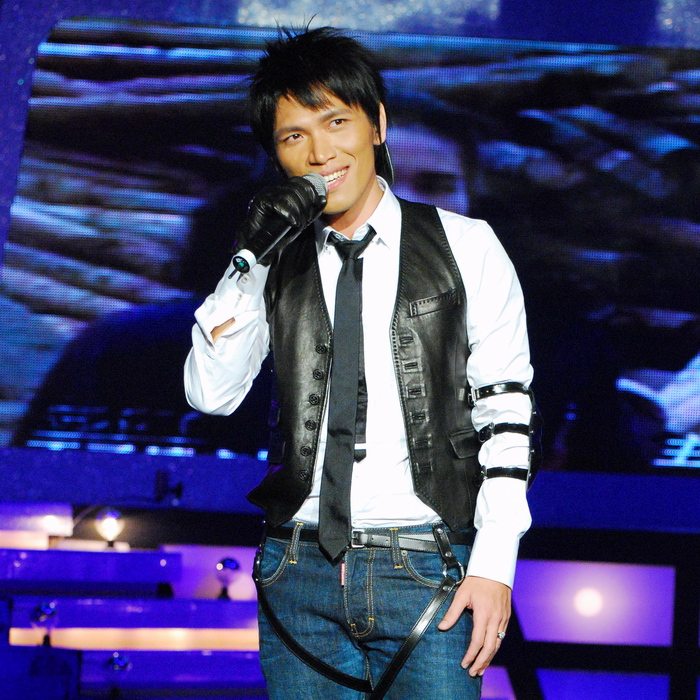
Aska Yang

Aska Yang (chinesisch 楊宗緯 / 杨宗纬, Pinyin Yáng Zōngwěi) (* 4. April 1978) ist ein taiwanischer Sänger und Mitglied der Star Millionen Gang (星光幫).

## Leben & Bildung
Aska Yang wurde am 4. April 1978 in Taoyuan, Taiwan geboren.
Er ist ein taiwanesischer pop Sänger und ein Mitglied der „Million Stern Bande“
Aska Yang ist auf den 2. Rang von Yahoo! --Taiwan Person 2007, den 2. Platz der United Daily Star News 2007, den 1. Platz von Apple Daily Person 2007 gelistet und einer der Top Fünf Neulings 2007 von Sinanet gewählt.
Aska Yang war auf der Bühne der 42. Golden Bell Awards in der Taipei Sun Yat-sen Gedenkstätte aufgetreten. Er sang elf klassische TV-Drama Titelsongs, die aus dem vergangenen Jahrhundert kommen.
Er absolvierte sein Studium mit dem Schwerpunkt Beratung und Orientierungshilfe. Während seines Studiums an der National Changhua University of Education(NCUE), nahm er an viele Gesangswettbewerbe teil und gewann einige Preise.
Er studiert jetzt Master-Studiengang im Fachbereich Sportpsychologie an der National Taiwan Sport University, NTSU.

## Musikalische Karriere
Am Anfang brach Aska Yang in Ruhm in Taiwan, indem er den beliebtesten Kandidaten in der TV-Show „eine Million Star“ (Staffel 1) geworden ist. TV-Show „eine Million Star“ ist ein erstklassiger TV-Gesangswettbewerb Programm in Taiwan. Er sang viele populäre Lieder im Gesangswettbewerb wie „Auf meine Liebe Wiedersehen“, „Die Geisel“, „Der Verrat“, „Neue Endlose Liebe“ und so weiter.
Video-Clips seiner Live-Performance gewannen Hunderttausende mal Klick, da sie auf YouTube postiert wurden. Doch während er als einer der sechs Finalisten im Wettbewerb hervorgegangen war, hatten die Medien viele seiner persönlichen Informationen aufgedeckt und die Vermutungen über sein echtes Alter erstellt. In der Öffentlichkeit gab er zu, dass er sein Alter gefälscht hatte. Am Ende beendete er den Wettbewerb.
Dennoch hatten die letzten zehn Kandidaten, inklusive Aska Yang, zwei zusammenstellende Alben, nämlich „Stern Klassentreffen“ und „Gestern, heute, morgen“ im Juni und im Oktober veröffentlicht. Er nahm insgesamt vier Titel in beiden Alben:
„Weil ich glaube“ --- Er sang gemeinsam mit anderen Teilnehmern.
„Die Geisel“, - ursprünglich Sänger: Huimei, Zhang
„Der Verrat“ - ursprünglich Sänger: Gary Cao
„Überflüssigkeit“ Ein Titelsong aus dem Film „Keep Watching“ und es ist das erste original Lied von Aska Yang.
Später im selben Jahr 2007 wurde er sich in einer angespannten Vertragsverhandlung mit seinem Manager, Hsu An-Kinn verwickelt.
Aufgrund der Aufmerksamkeit der Presse, war sein Name häufig in den Amüsement Nachrichten-Schlagzeilen auf einer sensationellen Weise während des ganzen Jahres 2007 erwähnt. Zum Beispiel war er auf den zweiten Platz in der "Person of the Year" von Yahoo! in Taiwan und wurde auch in einem Buch als „Who's Who in der Republik China, 2007-2008“ aufgeführt.

### 2008 Das erste Solo-Album & Konzert
Nachdem er sich mit seinem Manager am Ende 2007 geeinigt hatte, schlossen sie einen neuen Vertrag. Seine musikalische Karriere fangen offiziell an. Er veröffentlichte sein erstes Solo-Album mit dem Titel „Taube“ im Januar 2008, das sich bestens verkauft. Hit-Songs aus diesem Album sind „Der Zwiebel“, „Die Tauben“, „Der freudige Wind“, „Lassen“ und „Wunsch an der Liebe“. Seine Fangemeinde hatte auf andere Regionen wie Singapur, Malaysia und Hongkong erweitert. Nur vier Monate nach der Veröffentlichung des ersten Albums spielte Aska auch sein erstes Solo-Konzert in Taipei Arena im Mai. Aber nach dem Solo-Konzert er war in Konflikt mit seinem Manager wieder verwickelt. Der Streit führte zu einer plötzlichen Pause in seiner Karriere. Im Oktober 2008 hat Aska Yang offiziell seinen Vertrag angekündigt.

### Der Neubeginn 2009
Während er versucht, die herausragenden Vertragsprobleme zu lösen, hat Aska wieder seine musikalische Karriere im Frühjahr 2009 angefangen. Er hielt ein Mini-Konzert in Taipei am 11. Januar und begann auch die Teilnahme an anderen Veranstaltungen, wie TV-Shows, Konzerte und musikalische Dramen.
Außerhalb der Geschäft von Amüsement, studiert er weiter Master-Studiengang im Fachbereich Sportpsychologie an der National Taiwan Sport Universität.

## Aktivitäten der Karitas
Voice of Taipei (Hit FM) hat 100 Prominente für einen Aktivität der Karitas eingeladen. Aska Yang hat seine handgemalten handbemalte Kappe für Internet-Ausschreibungen angeboten. Die Fans von Yang, durch die Co-Finanzierung, gewann das letzte Gebot von 200.000 NT-Dollar. Das Geld wurde an dem Heim und Obdach Assoziation für die chinesischen Kinder.
Danach trug seine Fans der Kappe an den Taipei Women Rescue Foundation (TWRF) in der
20. Jahrestag der Gesamtwertung Empfang zu, fand eine Auktion statt. Der ehemalige Vorsitzende der TWRF, Rechtsanwalt Ying-Chi Liao, gewann das letzte Gebot von 300.000 NT-Dollar, und gab sie diese monumentale Netto-Kappe wieder zurück zur Yang. Aska dann Yang beitrug die Kappe zu Changhua National University of Education für die Sammlung.
Mit Hilfe von Aska Yang und seine Fans bekam TWRF 1.290.136 NT-Dollar am Tag des
Jubiläums im Empfang von Dankgebet.

## Diskografie
| Datum           | Label           | Alben                      | Tracklist |
| --------------- | --------------- | -------------------------- | --- |
| 29. Juni 2007   | HIM Musik       | Stars Reunion              | |
| 5. Oktober 2007 | HIM Musik       | Yesterday, Today, Tomorrow | |
| 11. Januar 2008 | Warner Musik    | Dove                       | |
| 15. August 2008 | Warner Musik    | Stern Stern live Konzert   | |
| 26. August 2011 | Universal Musik | Echt                       | 1. Echte Liebe(底細) 2. Edele Perle(懷珠) 3. Licht im Schatten(光影) 4. Vergessen(被遺忘的) 5. Dieb der Zeit(時間神偷) 6. Gefräßig(饞) 7. Wegen der Singles(因為單身的緣故) 8. Vorspiel(前戲) 9. Falscher Liedtext(唱錯歌詞) 10. Liebe Dschungel(蠻荒情場) 11. Der Mann(那個男人) |

## Konzert
| Datum              | Titel                        | Austragungsort        | Tracklist |
| ------------------ | ---------------------------- | --------------------- | --- |
| 17., 18. Juni 2011 | 宗於自我 Aska's Live-Konzert | Legacy Taipei, Taiwan | 1. 就算世界與我為敵 (Die Feinde) 2. 給未來的自己 (Für mein zukünftiges Selbst) 3. 漂著 (Driften) 4. 如果真的不要 (Annehmen oder verlassen) 5. 夕陽伴我歸 (Abendsonnen begleiten mich nach Hause) 6. 膽小鬼 (Angsthase) 7. 這樣愛你對不對 (So liebe dich, richtig) 8. 傷心地鐵 (Traurige U-Bahn) 9. 12 樓 (Zwölfte Etage) 10. 如此 (Immer mit dir) 11. The Walk (Der Gang) 12. 我的思念 (Mein Andenken) 13. 空白格 (Leere) 14. 被遺忘的 (Vergessen) 15. True Colors (Echte Farbe) 16. 對愛渴望 (Begehrte nach Liebe) 17. 多餘 (Gebrochene Flügel) 18. 那個男人 (Der Mann) |